# Svartmaskad svalstare
För fågelarten Artamus cinereus, se grå svalstare.
Svartmaskad svalstare (Artamus personatus) är en fågel i familjen svalstarar inom ordningen tättingar.

## Utseende
Svartmaskad svalstare är en knubbig fågel med breda, trekantiga vingar och en kort, något nedåtböjd näbb. Hanen är mörkgrå ovan, ljus under, svart i ansiktet på strupen och mycket ljus på vingundersidorna. Honan har svagare tecknad ansiktsmask och viss roströd anstrykning på bröstet. 

## Utbredning och systematik
Fågeln förekommer på det Australiensiska fastlandet utom de norra och östra områdena. Den behandlas som monotypisk, det vill säga att den inte delas in i några underarter.

## Levnadssätt
Svartmaskad svalstare ses ofta födosöka på vingen högt upp i stora flockar, ibland tillsammans med vitbrynad svalstare.

## Status
Arten har ett stort utbredningsområde och beståndet anses vara stabilt. Internationella naturvårdsunionen IUCN listar den därför som livskraftig (LC).

## Bilder

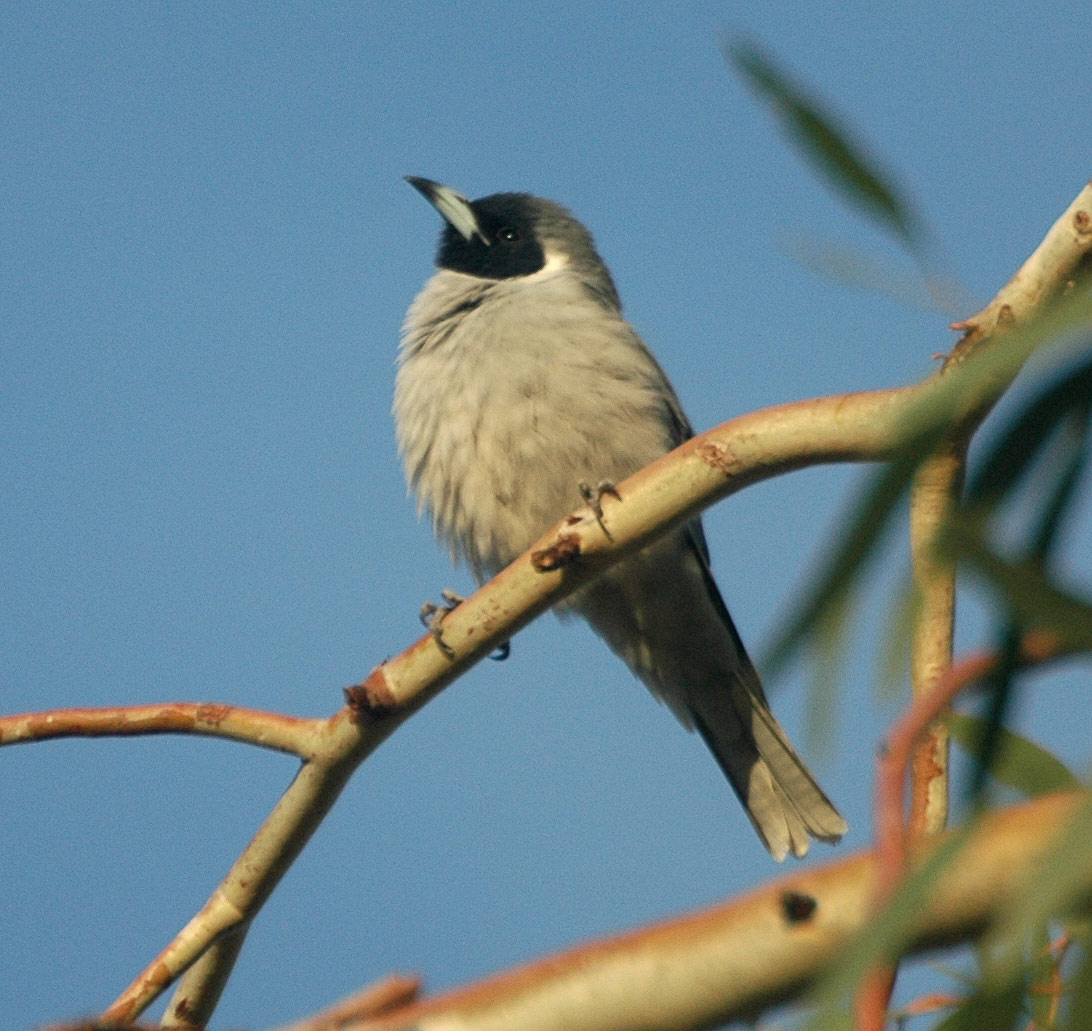
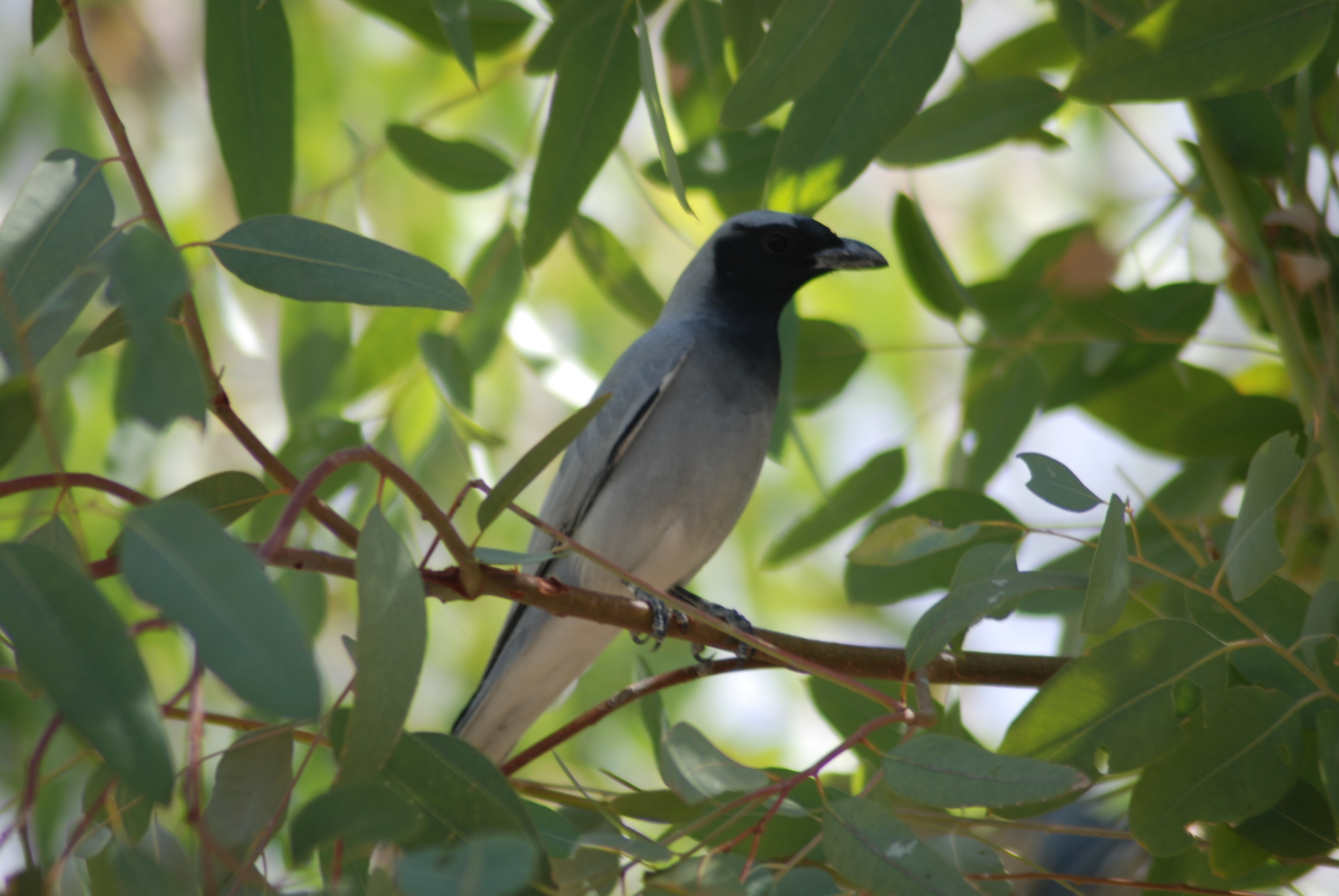
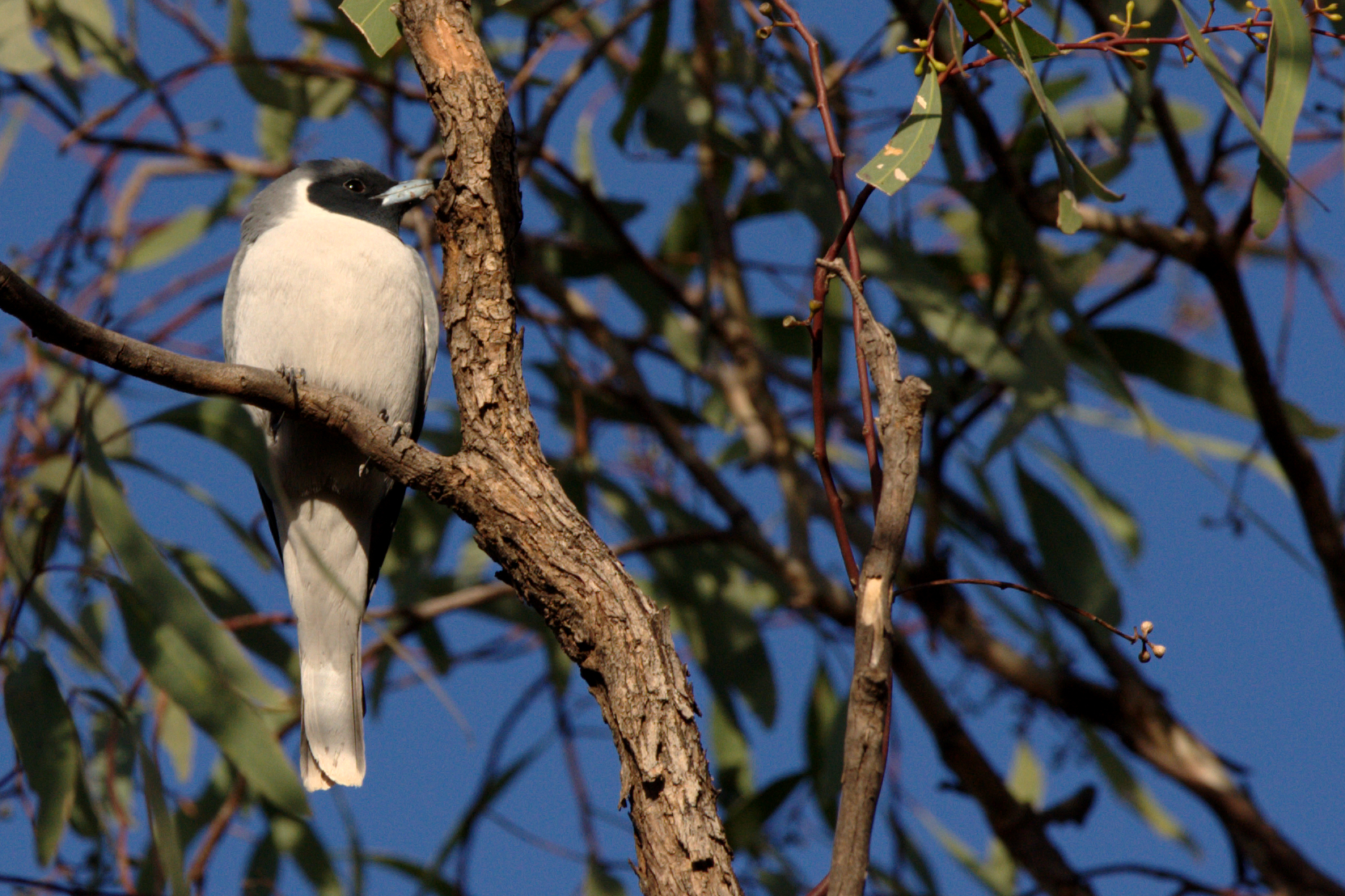